# Bulbophyllum tenellum
Bulbophyllum tenellum là một loài phong lan thuộc chi Bulbophyllum.